# Abraham Tuschinski

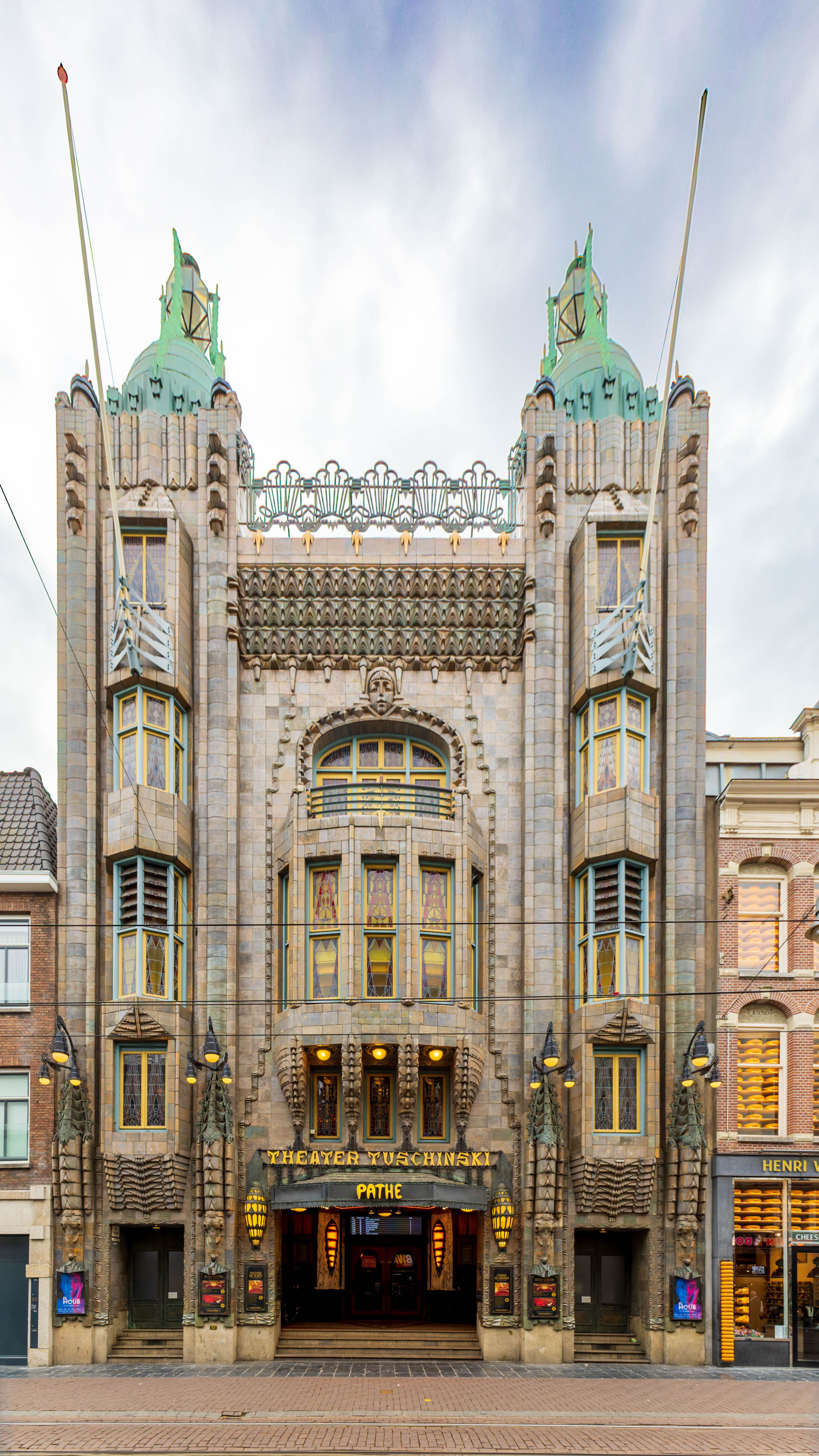
Koninklijk Theater Tuschinski in Amsterdam

Abraham Icek Tuschinski (Pools: Tuszyński) (Brzeziny, 14 mei 1886 – Auschwitz, 17 september 1942) was een vermaard Joods-Pools-Nederlandse bioscoopexploitant, en slachtoffer van de Holocaust. Hij is de oprichter van de Tuschinski-theaters.

## Biografie
Tuschinski werd in 1886 geboren in Brzeziny, een stad in het woiwodschap Łódź. Hij besloot in 1904 samen met zijn vrouw te emigreren naar de Verenigde Staten om zich daar als kleermaker te vestigen. Zoals gebruikelijk onder Oost-Europese emigranten, wilde hij vertrekken vanuit de haven van Rotterdam waar de overtocht goedkoper was dan in Engelse of Franse havens. Terwijl Tuschinski wachtte op het vertrek van het schip dat hem naar New York zou brengen, werkte hij aanvankelijk als vestenmaker. Ook stichtte hij, samen met zijn vrouw Mariem Ehrlich, Hotel Polski. Hij werd hiertoe gemotiveerd omdat de vele emigrantenpensions die hij aantrof geëxploiteerd werden door lieden die geen rekening hielden met joodse regels.
In 1911 opende hij zijn eerste van zijn vier Rotterdamse bioscopen: Thalia. In 1913 werd hij bedrijfsleider van Cinema Royal, dat hij het volgend jaar overnam van Jean Desmet. Daarna volgden nog Scala en Olympia. Tien jaar later, op 28 oktober 1921, opende hij aan de Reguliersbreestraat in Amsterdam zijn beroemdste bioscoop, Theater Tuschinski. Theater Tuschinski werd gebouwd in verschillende stijlen: Amsterdamse School, jugendstil en art deco. In 1923 opende Abraham zijn meest luxe Rotterdamse bioscoop: het Grand Theatre.
In 1927 werd op initiatief van Abraham Tuschinski en zijn zwager Herman Gerschtanowitz (1887-1942; de overgrootvader van Winston Gerschtanowitz) door de toenmalige Bioscoopbond de stichting Bio-Vacantieoord opgericht. De stichting collecteerde tot in de jaren 90 in alle Nederlandse bioscopen. In 1928 opende hij in de Kalverstraat in Amsterdam het Roxy-theater. Tijdens het bombardement op Rotterdam op 14 mei 1940 verloor Abraham al zijn Rotterdamse bioscopen. Theater Tuschinski in Amsterdam kwam in Duitse handen en kreeg de (niet-Joodse) naam Tivoli.
Tuschinski is tijdens de Tweede Wereldoorlog op 1 juli 1942 naar Westerbork gebracht en vervolgens naar het bezette Polen gedeporteerd. Hij werd in Auschwitz vermoord.

## Documentaires
- Het Grootste van het Grootste - Abraham Tuschinski van Ger Poppelaars (Het uur van de wolf, 2001).